# Krzysztof Kołomański
Krzysztof Kołomański (n. 16 august 1973, Opoczno, voievodatul Łódź, Polonia) este un canoist ce a reprezentat Polonia, medaliat olimpic. A participat la 3 ediții ale Jocurilor Olimpice (1992, 1996, 2000) în care a câștigat o medalie de argint.